# Форсгага ІФ (хокейний клуб)
Форсгага» ІФ (швед. Forshaga Idrottsförening) — спортивний клуб, що об'єднує хокейний та футбольний клуби з містечка Форсгага, Швеція. Клуб заснований в 1907 році.

## Історія (хокейний клуб)
Клуб заснований в 1907 році. Брав участь у сезонах 1944/45, 1948 — 1953, 1956 — 1962 років, відповідно, в 1 дивізіоні чемпіонату Швеції. З 1999 по 2001 роки, і з 2003 по 2005 роки, Форсгага ІФ також виступає в 1 дивізіоні чемпіонату Швеції.
Команда також брала участь у Кубку Шпенглера: 1958, 1961 та 1962 років.

### Відомі гравці
Троє гравців клубу мають закріплені номери:
- Нільс Нільссон
- Ульф Стернер
- Юган Адріан

## Історія (футбольний клуб)
Футбольний клуб Форсгага ІФ з 2012 року виступає в четвертому дивізіоні чемпіонату Швеції.